# 西蒙·约翰逊
西蒙·H·约翰逊（英語：Simon H. Johnson，1963年1月16日—）美国英裔经济学家，麻省理工斯隆管理學院罗纳德·A·库尔茨（Ronald A. Kurtz）创业学教授、彼得森国际经济研究所高级研究员。西蒙曾从事大量学术及政策相关的职务，包括杜克大学福夸商学院经济学教授。2007年3月至2008年8月底，任国际货币基金组织首席经济学家。2020年11月，任乔·拜登总统事务交接局审查小组的志愿成员，支持美国财政部和美联储的交接工作。
2024年，约翰逊与达龙·阿杰姆奥卢、詹姆斯·A·罗宾逊因比较研究不同国家繁荣程度，获诺贝尔经济学奖。

## 延伸阅读
- Johnson, Simon, "The Quiet Coup" （页面存档备份，存于）, Atlantic Monthly, May 2009